# Lyutibrod Rocks
Die Lyutibrod Rocks (englisch; bulgarisch Лютибродски скали Ljutibrodski skali) sind eine Kette von Klippen vor der Nordwestküste von Low Island im Archipel der Südlichen Shetlandinseln. Der größte und zentralste Felsen der Gruppe liegt 0,4 km westlich des Fernandez Point und 1,95 km nordnordöstlich des Solnik Point.
Die bulgarische Kommission für Antarktische Geographische Namen benannte sie 2013 nach der Ortschaft Ljutibrod im Nordwesten Bulgariens.